# Echinogorgia pseudosassapo
Echinogorgia pseudosassapo is een zachte koraalsoort uit de familie Plexauridae. De koraalsoort komt uit het geslacht Echinogorgia. Echinogorgia pseudosassapo werd in 1865 voor het eerst wetenschappelijk beschreven door Kölliker. 